# KkStB 191 sorozat
A kkStB 191 sorozat egy szerkocsis gőzmozdony-sorozat volt a cs. kir. osztrák Államvasutaknál (kaiserlich-königlichen Staatseisenbahnen Österreichs, kkStB).
A két mozdonyt eredetileg a KFNB (Kaiser Ferdinands-Nordbahn) szerezte be a Bielitz–Kalwarya HÉV számára, mivel gyenge hídjain csak 8 t tengelynyomás volt megengedve. Azon kívül követelmény volt még a szűk pályaívekben bővelkedő vonalon az 50 km/h sebesség elérése, így a kkStB 197 sorozat nem volt használható. A bécsújhelyi gyár ezért tervezte meg ezeket a mozdonyokat, mely tengelyelrendezés szokatlan volt Ausztriában. Mindkét mozdonyt 1888-ban készítették.
A mozdonyok megfeleltek az elvárásoknak, de a kisiklás veszélye miatt csökkenteni kellett a maximális sebességet 50 km/h-ról 35 km/h -ra. Valószínűleg emiatt 1910 után Lundenburg-ba helyezték át a két mozdonyt, ahol a 97.253–el együtt biztosította a forgalmat a Saitz-Goding HÉV-en. Dzieditz–ben az 564,01-03. mozdonyok utódai lettek.
Az első világháború után mindkét mozdony a Csehszlovák Államvasutakhoz került ČSD 300.001-002 pályaszámon, ahol 1929-ben selejtezték őket.

## Fordítás
- Ez a szócikk részben vagy egészben  a   kkStB 191 című német Wikipédia-szócikk fordításán alapul.  Az eredeti cikk szerkesztőit annak laptörténete sorolja fel. Ez a jelzés csupán a megfogalmazás eredetét és a szerzői jogokat jelzi, nem szolgál a cikkben szereplő információk forrásmegjelöléseként. Az eredeti szócikk forrásai szintén ott találhatóak.